# Аутлук (Монтана)
Аутлук (англ. Outlook) — місто (англ. town) в США, в окрузі Шерідан штату Монтана. Населення — 84 особи (2020).

## Географія
Аутлук розташований за координатами 48°53′19″ пн. ш. 104°47′6″ зх. д. / 48.88861° пн. ш. 104.78500° зх. д. (48.888740, -104.785078).  За даними Бюро перепису населення США в 2010 році місто мало площу 3,38 км², уся площа — суходіл.

## Демографія
Згідно з переписом 2010 року, у місті мешкало 47 осіб у 26 домогосподарствах у складі 12 родин. Густота населення становила 14 особи/км².  Було 42 помешкання (12/км²).
Расовий склад населення:
| - 95,7 % — білих - 4,3 % — корінних американців |

До двох чи більше рас належало 0,0 %. Частка іспаномовних становила 0,0 % від усіх жителів.
За віковим діапазоном населення розподілялося таким чином: 12,8 % — особи молодші 18 років, 55,3 % — особи у віці 18—64 років, 31,9 % — особи у віці 65 років та старші. Медіана віку мешканця становила 50,5 року. На 100 осіб жіночої статі у місті припадало 135,0 чоловіків;  на 100 жінок у віці від 18 років та старших — 127,8 чоловіків також старших 18 років.
Середній дохід на одне домашнє господарство  становив 58 945 доларів США (медіана — 50 938), а середній дохід на одну сім'ю — 69 029 доларів (медіана — 77 500). 
Цивільне працевлаштоване населення становило 35 осіб. Основні галузі зайнятості: роздрібна торгівля — 17,1 %, публічна адміністрація — 17,1 %, оптова торгівля — 14,3 %.